# Kuutti (ö i Södra Savolax)
Kuutti är en ö i Finland. Den ligger i sjön Saimen och i kommunen Puumala i den ekonomiska regionen  S:t Michel och landskapet Södra Savolax, i den södra delen av landet, 220 km nordost om huvudstaden Helsingfors. Öns area är 9,9 hektar och dess största längd är 440 meter i öst-västlig riktning.